# Godescalco dei Vendi
Godescalco dei Vendi, in tedesco Gottschalk der Wende (verso il 1000 – Lenzen, 7 giugno 1066), è stato un re obodrita appartenente alla stirpe nobiliare dei naconidi.

## Biografia

### Prigionia ed esilio
Figlio del principe obodrita Udo e di una principessa danese, fu educato nel convento di San Michele a Luneburgo. Nel 1028 il padre venne ucciso e Godescalco lasciò il convento. Non è chiaro se egli abbia effettivamente condotto una campagna militare per vendicare la morte del padre, come sostiene il cronista Helmold di Bosau. Nel 1030 fu preso prigioniero da Bernardo II di Sassonia e bandito dalla Sassonia. Si recò quindi in Inghilterra, dove divenne seguace di Canuto il Grande, re di Danimarca ed Inghilterra. Dopo la morte di quest'ultimo, avvenuta nel 1035, egli divenne seguace del futuro (1047) re di Danimarca, Sweyn II, sposandone la figlia Sigrid.
Nel 1043 il principe polabo Ratibor, che si era conquistato la posizione di capo dei clan delle popolazioni di stirpe obodrita e che minacciava la Danimarca, fu sconfitto ed ucciso da Magnus I di Norvegia. Perciò Godescalco lasciò Sweyn, accordandosi con Magnus per rientrare in patria.

### Rientro in patria
Godescalco poté così divenire signore degli obodriti.
Per imporsi sui nobili, in prevalenza pagani, egli si appoggiò sia ai suoi predecessori naconidi che al duca di Sassonia Bernardo II ed all'arcivescovo di Brema Adalberto, sostenendo gli sforzi missionari nel territorio slavo. Così nelle sue terre nacquero le diocesi di Oldenburg per i wagri, quella di Ratzeburg per i polabi e quella del Meclemburgo per gli obodriti in senso stretto.

### Decesso e successione
Dopo che nel 1066 l'arcivescovo Adalberto fu spodestato, scoppiò una rivolta dei nobili pagani, nel corso della quale Godescalco rimase ucciso. La sua vedova Sigrid fuggì con il figlio, il futuro principe Enrico, in Danimarca presso il padre, il re Sweyn II. Il figlio maggiore di Godescalco, Budivoj, fuggì presso il duca di Sassonia, con l'appoggio del quale fu nominato Samtherrscher. Tuttavia non godeva dell'appoggio della nobiltà pagana e nel 1071 fine cadde in una trappola tesagli dal capo dei nobili pagani, Kruto, e venne ucciso.
Successivamente, il figlio minore Enricò cercò ancora una volta di concretizzare la visione di Godescalco di uno stato cristiano degli slavi dell'Elba organizzato secondo il modello polacco, e nel 1093 sconfisse il pagano Kruto diventando a sua volta principe degli Obodriti.

## Ascendenza
|                      |   |   | Genitori |  |  | Nonni |  |  | Bisnonni |  |  | Trisnonni |  |
|                      |   |   |          |  |  |       |  |  | Mstivoj  |  |  | Nakon     |  |
|                      |   |   |          |  |  |       |  |  | Mstivoj  |  |  | Nakon     |  |
|                      |   | … |          |  |  |       |  |  | Mstivoj  |  |  |           |  |
| Mstislaw             |   |   |          |  |  |       |  |  | Mstivoj  |  |  |           |  |
|                      |   | … | …        |  |  |       |  |  |          |  |  |           |  |
|                      |   | … | …        |  |  |       |  |  |          |  |  |           |  |
|                      |   | … | …        |  |  |       |  |  |          |  |  |           |  |
| Pribignew            |   | … |          |  |  |       |  |  |          |  |  |           |  |
|                      |   | … | …        |  |  |       |  |  |          |  |  |           |  |
|                      |   | … | …        |  |  |       |  |  |          |  |  |           |  |
|                      |   | … | …        |  |  |       |  |  |          |  |  |           |  |
| …                    |   | … |          |  |  |       |  |  |          |  |  |           |  |
|                      |   | … | …        |  |  |       |  |  |          |  |  |           |  |
|                      |   | … | …        |  |  |       |  |  |          |  |  |           |  |
|                      |   | … | …        |  |  |       |  |  |          |  |  |           |  |
| Godescalco dei Vendi |   | … |          |  |  |       |  |  |          |  |  |           |  |
|                      | … | … |          |  |  |       |  |  |          |  |  |           |  |
|                      | … | … |          |  |  |       |  |  |          |  |  |           |  |
|                      | … | … |          |  |  |       |  |  |          |  |  |           |  |
| …                    | … |   |          |  |  |       |  |  |          |  |  |           |  |
|                      |   | … | …        |  |  |       |  |  |          |  |  |           |  |
|                      |   | … | …        |  |  |       |  |  |          |  |  |           |  |
|                      |   | … | …        |  |  |       |  |  |          |  |  |           |  |
| …                    |   | … |          |  |  |       |  |  |          |  |  |           |  |
|                      |   | … | …        |  |  |       |  |  |          |  |  |           |  |
|                      |   | … | …        |  |  |       |  |  |          |  |  |           |  |
|                      |   | … | …        |  |  |       |  |  |          |  |  |           |  |
| …                    |   | … |          |  |  |       |  |  |          |  |  |           |  |
|                      |   | … | …        |  |  |       |  |  |          |  |  |           |  |
|                      |   | … | …        |  |  |       |  |  |          |  |  |           |  |
|                      |   | … | …        |  |  |       |  |  |          |  |  |           |  |
|                      |   | … |          |  |  |       |  |  |          |  |  |           |  |